# Aerhtsege
Aerhtsege (enligt tidigare ortografi Ertsege, även Ertseke) är ett fjäll i Frostvikens socken i Strömsunds kommun, Jämtlands län. Aerhtsege är det östligaste fjället i det stora fjällmassivet Mellanskogsfjället och har den sjätte högsta toppen i massivet som har en höjd på 1132 meter över havet. Fjället har fem toppar som ligger högre än 1100 meter över havet, som alla ligger på rad längsmed en bergrygg som löper från nordväst till sydost (eller tvärtom). Men det finns två toppar som ej ingår i ryggen - en topp som når 1011 m.ö.h. samt Aerhtsegevaellie, 890 m.ö.h.
Aerhtsege nås enklast genom en vandringsled norrifrån, från Härbergsdalen. Leden gör från Övre Härbergsvattnet en stigning på drygt 460 meter upp till ett bergspass mellan Aerhtseges nordvästra topp (1116 m.ö.h.) och Jalketjahke (1099 m.ö.h.)